# 塔爾科特維爾 (紐約州)
塔爾科特維爾（英語：Talcottville）是位於美國紐約州劉易斯縣的非建制地區。

## 歷史
塔爾科特維爾的郵局於1900年設立，其後於1934年停運。

## 地理
塔爾科特維爾所處的海拔為高於海平面346米（即1135英呎），而該地所採用的時區為UTC-5，即北美东部时区（EST）。同時該地設有夏令時間，為UTC-5調快一小時，即UTC-4（EDT）。